# Evinayong
Evinayong è una città della Guinea Equatoriale situata nel sud est del paese, su un piccolo rilievo, ai piedi del Monte Chime. 
Con una popolazione di 9 155 abitanti (2012), è la capitale della provincia centro-meridionale. La cittadina è quasi equidistante tra i parchi nazionali del Monte Alén e Altos de Nsork.
Nel 1920, durante la colonizzazione spagnola è stata pensata come possibile capitale del paese, dato che si trova al centro del paese.
La cattedrale di San Giuseppe è la chiesa principale della diocesi di Evinayong. 
La città è abbastanza famosa per la sua vita notturna, il suo mercato ricco di verdure multicolori, legumi e frutta raccolti direttamente dai campi.
Bellissime le vicine cascate. È pure presente un carcere.
Colline boscose dominano la vasta proporzione di Rio Muni (la terraferma equatoriale). Baracche di latta e palme a pioggia fiancheggiano le strade.
| Controllo di autorità | VIAF (EN) 284154441718635460000 |